# Супер Майк
«Супер-Майк» (англ. Magic Mike) — фильм Стивена Содерберга. В главных ролях Ченнинг Татум, Алекс Петтифер, Мэттью Бомер, Джо Манганьелло. Фильм частично основан на реальных событиях из жизни Ченнинга Татума, который в 19 лет подрабатывал стриптизером в Тампе, Флорида. Мировая премьера состоялась 28 июня 2012 года.

## Сюжет
Опытный стриптизёр по имени супер-Майк работает в клубе «Xquisite», который принадлежит некогда знаменитому стриптизёру Далласу. Помимо работы, он даёт уроки жизни начинающему парню Адаму по кличке Малыш.

## В ролях
- Ченнинг Татум — супер-Майк
- Алекс Петтифер — Адам (Малыш)
- Коди Хорн — Брук
- Мэттью Макконахи — Даллас
- Оливия Манн — Джоанна
- Мэтт Бомер — Кен
- Джо Манганьелло — Ричи
- Кевин Нэш — Тарзан
- Адам Родригес — Тито
- Райли Кио — Нора
- Мирси Монро — жена Кена
- Бетси Брандт — Бэнкер

## Производство
В 2010 году, давая интервью австралийской газете «The Sydney Morning Herald», Татум сказал, что он хотел бы снять фильм о своём опыте работы в мужском стриптизе. В роли режиссёра он хотел видеть Николаса Рефна, автора фильма «Бронсон». Однако режиссёром фильма стал Стивен Содерберг. В апреле 2011 года был анонсирован проект. После того, как Содерберг утвердил на главные роли Татума и Петтифера, сценарий пришлось корректировать. Фильм был снят за два месяца в городе Тампа на личные деньги Татума и Содерберга.
Первый официальный трейлер вышел в свет 18 апреля 2012 года и был встречен на ура. Сайт «GeekScholars Movie News» поставил оценку 5+ (из 5 возможных).

## Отзывы критиков
В первый же день проката фильм получил положительные отзывы от критиков. Рейтинг фильма на сайте Rotten Tomatoes составляет 80 %, что основано на 208 рецензиях критиков, со средней оценкой 6,9 из 10.
На сайте Metacritic у фильма 72 балла, на основе 38 отзывов.
Журнал The Hollywood Reporter назвал фильм «образцом мужской красоты с сердцем и мускулами».

## Награды и номинации
- 2013 — номинация на премию «Выбор критиков» за лучшую мужскую роль второго плана (Мэттью Макконахи)
- 2013 — премия «Независимый дух» за лучшую мужскую роль второго плана (Мэттью Макконахи)